# あの日… feat. 童子-T/Once Again
「あの日… feat. 童子-T/Once Again」（あのひ…フィーチャリング・どうじティー/ワンス・アゲイン）はCHEMISTRY27枚目のシングルで両A面シングル。2009年11月4日発売。

## 解説
2009年10月14日発売、童子-Tのシングル「あの頃… feat. CHEMISTRY」とのペアソングになっており、童子-Tの依頼でCHEMISTRYの恋愛体験を基にフィクション織り交ぜつつ詩が完成。
2011年5月4日発売、童子-Tベスト・アルバム「10th ANNIVERSARY BEST」初回限定デラックス盤ではDJ KAORIによるリミックスバージョンを収録。「セレナーデ」は堂珍が作詞の大半を手掛け只野が歌詞表現の発展で参加した。

## 収録曲
1. あの日… feat. 童子-T
  - 作詞：童子-T・川畑要・堂珍嘉邦・小山内舞／作曲：童子-T・REO・豊島吉宏／編曲：REO
  - 「You Go Your Way」をサンプリング。
2. Once Again
  - 作詞：jam・川畑要／作曲・編曲：藤本和則
  - NHK連続テレビドラマ『チャレンジド』主題歌
  - レコチョクCM曲
3. セレナーデ 
  - 作詞：只野菜摘・堂珍嘉邦／作曲・編曲：板垣祐介
4. あの日… feat. 童子-T (Leadless Vocal)
5. Once Again (Leadless Vocal)